# Lincoln Premiere
Lincoln Premiere – samochód osobowy klasy luksusowej produkowany pod amerykańską marką Lincoln w latach 1955 – 1960. 

## Pierwsza generacja

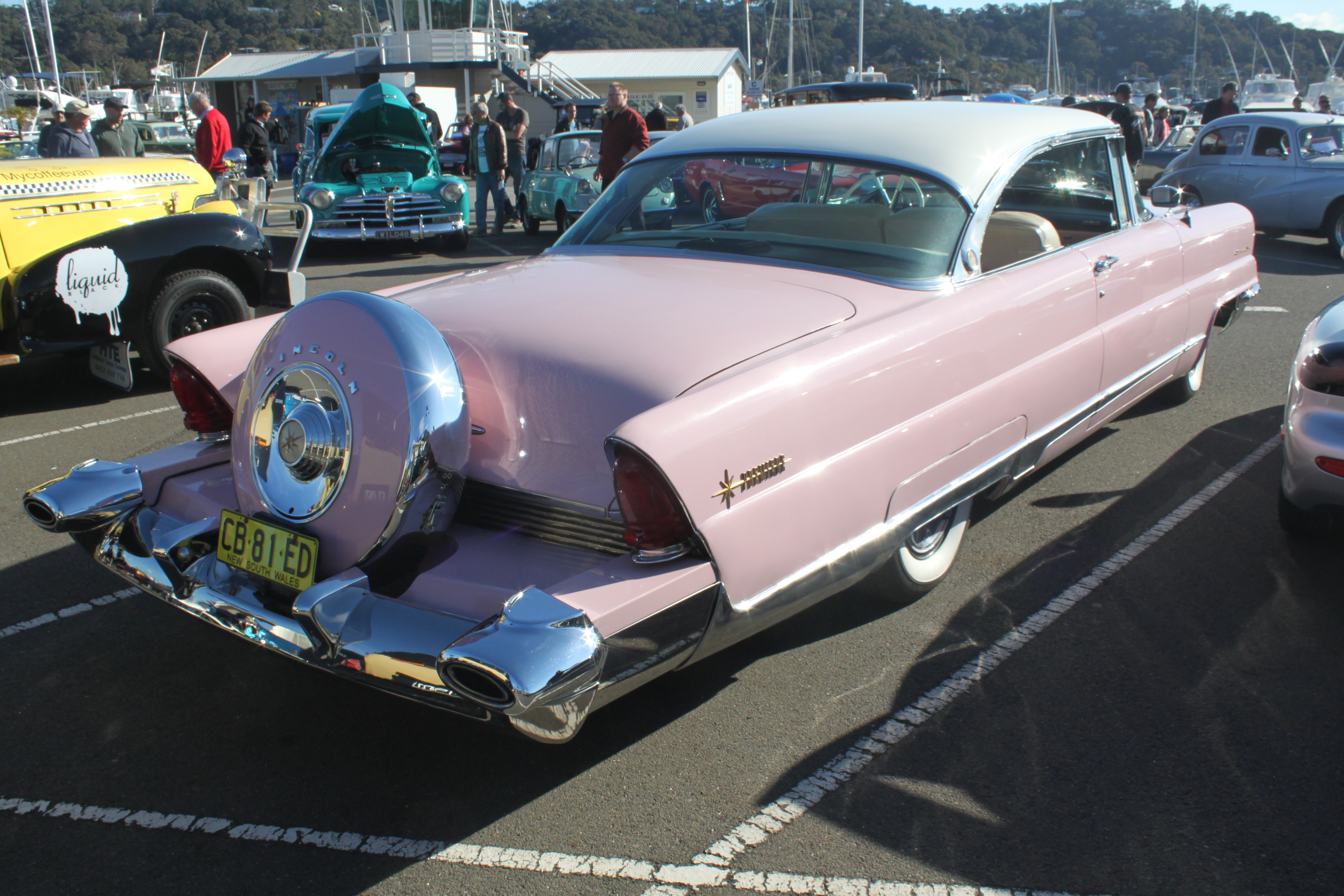
Lincoln Premiere I - tył

Lincoln Premiere I został zaprezentowany po raz pierwszy w 1955 roku.
W połowie lat 50. XX wieku Lincoln przedstawił nowy topowy model luksusowy, który otrzymał nazwę Premiere. Charakterystyczną cechą wyglądu była masywna, smukła sylwetka z wypukłą, zaokrągloną masną, a także strzeliste kształty tylnych błotników.
Opcjonalnym rozwiązaniem w topowych wariantach wyposażenia Lincolna Premiere pierwszej generacji było wydłużone nadwozie, zdobione z tyłu przez masywniejszy zderzak z umieszconym na nim kołem zapasowym.

### Silnik
- V8 6.0l Y-block

## Druga generacja

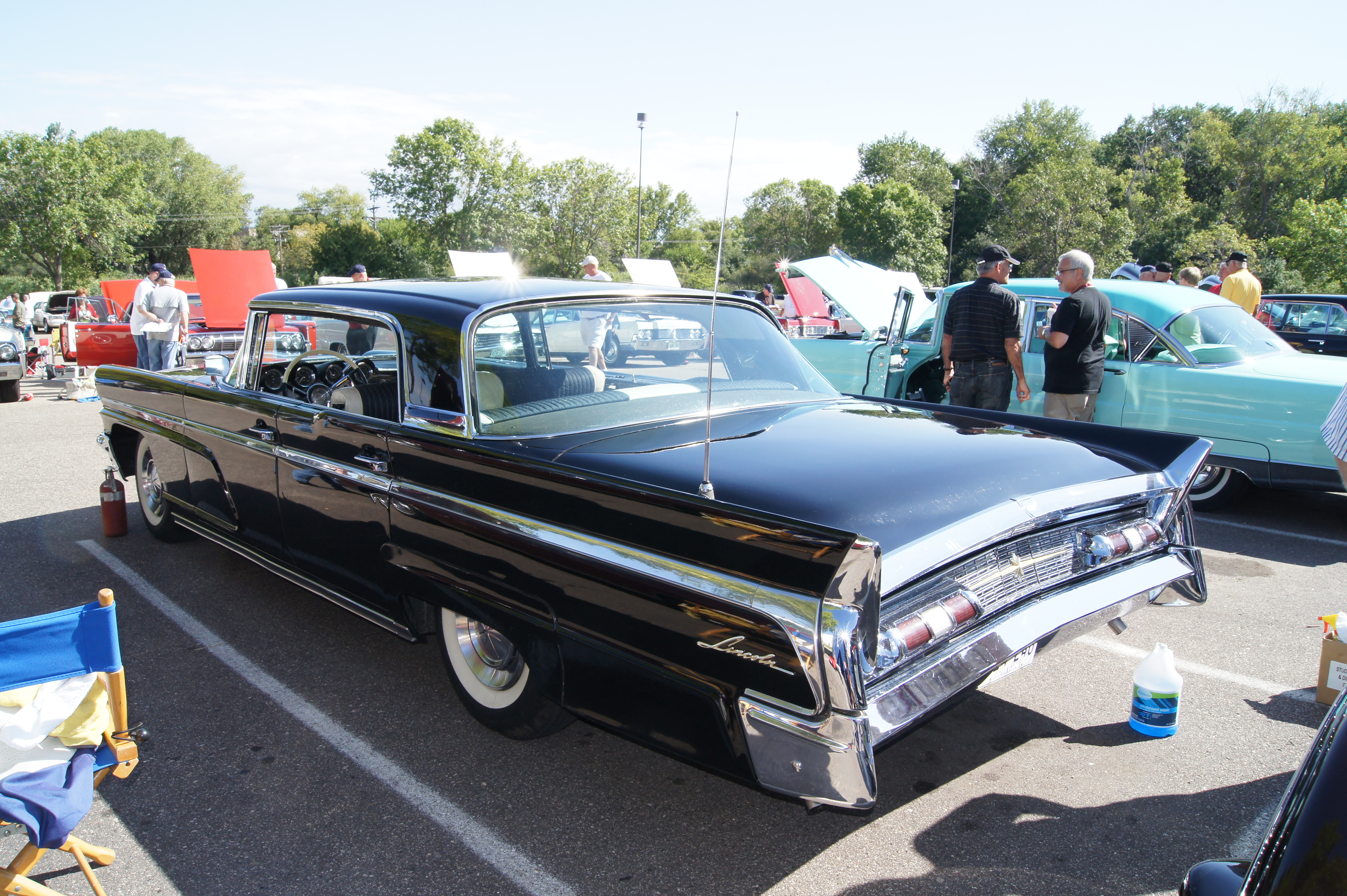
Lincoln Premiere II - tył

Lincoln Premiere II został zaprezentowany po raz pierwszy w 1957 roku.
Druga generacja Lincolna Premiere przeszła obszerną modernizację wyglądu zewnętrznego, zyskując charakterystyczny pas przedni z dwiema parami reflektorów objętych okrągłymi kloszami. Nadwozie zyskało jeszcze masywniejsze wymiary niż poprzednio, zyskujączabudowane błotniki z podłużnymi nadkolami.
Charakterystycznym rozwiązaniem stylistycznym były zawinięte przetłoczenia w przednich błotnikach, biegnące od tylnych drzwi aż do przedniego zderzaka i reflektorów.

### Silnik
- V8 7.0l MEL